# Orlando (fotbollsspelare)
Orlando Peçanha de Carvalho, född 20 september 1935 i Niterói, Rio de Janeiro, död 10 februari 2010 i Rio de Janeiro, var en brasiliansk fotbollsspelare.
Orlando spelade samtliga sex matcher som innerback när Brasilien blev världsmästare 1958. Fyra år senare fanns han inte med när Brasilien återigen blev världsmästare. Däremot spelade han den sista gruppspelsmatchen i VM i England 1966 och var då lagkapten. På klubblagsnivå spelade Orlando för Vasco da Gama (1955–1960), Boca Juniors (1960–1964) och Santos (1965–1967). Orlando var känd för sin fysiska styrka och för sin förmåga att läsa vad motståndaranfallaren skulle göra.
Orlando avled den 10 februari 2010 i en hjärtattack.